# Gieseler (Braunschweig)
| Gieseler · Braunschweig um 1400 |

| Gieseler, Grundstück 535 · Braunschweig 1798 |

Der Gieseler, auch Gyseler oder Ghiseler, in Braunschweig war ursprünglich die Bezeichnung für eine Unterkunft für säumige Schuldner (Schuldturm). Sie befand sich am ehemaligen Eugeniusbollwerk (Befestigungsanlagen der Stadt Braunschweig#Bollwerke) nahe dem Michaelistor und dem später dort errichteten Wilhelmitor. Im Jahr 1753 wurde hier eine neue Straße mit der Bezeichnung „vor dem Wilhelmithore“ eröffnet, die von 1813 bis 1857 „am Wilhelmithore“ hieß. Der Name Gieseler leitet sich von mittelniederdeutsch giselere für ‚Geisel‘ ab.

## Hintergrund
Die Anlage Gebäude wurde als sogenanntes Einlager (lateinisch Obstagium, Intrada, Jacentia, französisch Droit d’obstage) oder Bürgschaftslokal für Schuldige verwendet, in das sich ein Schuldner oder ein von diesem bestimmter Bürge als Geisel begeben musste, bis die Schuld beglichen oder er vom Gläubiger entlassen wurde. Wenn in einem Vertrag beispielsweise ein fester Termin für die Erfüllung festgelegt war, und dieser Termin nicht eingehalten wurde, so trat für den Säumigen die Verpflichtung zum Einzug in dieses als gemeine Herberge ausgelegtes Gebäude in Kraft. Der Schuldner musste sich dort auf eigene Kosten verpflegen. Kam der Schuldner dieser Verpflichtung nicht nach, so wurde er „verfestet“ (bei Sonnenschein aus der Stadt verwiesen). Wer aus dem Einlager entfloh, ehe seine Schuld beglichen war, wurde mit einem Landbann geächtet und für „infam“ erklärt. Verstarb der Schuldner im Einlager so wurde er nicht ehrenhaft begraben, sondern einfach liegen gelassen, auf dem Kirchhof ausgestellt oder unter der Dachtraufe verscharrt.
Wann der Gieseler erstmals als Einlager für Geiseln genutzt wurde, ist nicht bekannt. In den Jahren 1354/1355 wurde er in Rechnungen des Kämmereiamtes erwähnt und war mit Graben, Zaun und Planken befestigt. Im Jahr 1409 wird er zwischen dem inneren und äußeren Michaelistor am Ende der damals bis dort verlaufenden Echternstraße lokalisiert. Karl Wilhelm Sack vermutete, dass am Ende dieser Straße, die er als „Straße der Geächteten“ bezeichnet, Menschen lebten, die wegen Schulden oder anderen Vergehen nach dort verwiesen wurden oder aus anderen Gründen als geächtet galten. Hier lebten auch die sogenannten „losen Frauen“ und der Henker der Stadt. Nach Heinrich Meier leitet sich der Straßenname etymologisch allerdings von echter, bzw.  achter ab, niederdeutsch für hinter oder zuletzt, im Sinne von „letzte Straße“ [vor/an der Stadtmauer]. Der Gieseler wurde als „gemeine Herberge“ bezeichnet, was im mindesten ein Bürgerhaus bedeutete, denn dort musste, je nach Vertragspartnern, ein Schuldner mitsamt Gesinde Unterkunft finden. Daher war der Gieseler ein größerer Gebäudekomplex, der nach Norden zur Altstadt hin durch den inneren Stadtgraben und die Stadtmauer und nach Süden durch einen breiten Wassergraben begrenzt wurde. Er lag so beinahe auf einem Werder oder einer kleinen Halbinsel. Im Jahr 1386 wurde dem Rat der Stadt Braunschweig durch die Herzöge Bernhard und Friedrich von Braunschweig-Wolfenbüttel erlaubt auf dem Gelände (Bleek) des Gieseler eine Mühle zu errichten. Auf dem Gelände befanden sich auch ein großer Teich, der zwischen dem Gieseler und dem Stift St. Cypriakus lag, und mehrere Obstbäume. Bereits 1388 wurden aus diesem Teich die Fische für die Feier des St. Auctor, des Schutzpatrons der Stadt, entnommen. In den Jahren 1460 bis 1474 erneuerte der Baumeister Hinrick Steinhorst mit seinen Gesellen den Turm auf dem Gieseler zum besseren Schutz der Stadt mit Steinen aus Königslutter und roten Bruchsteinen vom Nußberg. Der Turm war mit Schießscharten und Zinnen versehen und das Dach mit Pech und Blei verkleidet. Auf der Turmspitze befand sich ein von dem Büchsenschützen Hennig gehauener Wetterhahn, den der Maler Cord Borgentrik mitsamt des Turmknopfes vergoldete. Die Nutzung des Gieselers als Herberge für Schuldner verlor mehr und mehr an Bedeutung und der Gebäudekomplex wurde anderweitig genutzt. So wurden hier unter anderem Versammlungen abgehalten, verbotene Kartenspiele gespielt, oder Trinkgelage gefeiert, bei denen es auch zu Streitigkeiten oder 1486 und 1487 zu Messerstechereien kam.

## Wasserkunst am Gieseler
Da sich der Gieseler in günstiger Lage an einem der Okerarme befand und sich hier bereits eine Wassermühle befunden hatte, beschloss Barward Tafelmaker, der Erbauer der Wasserkünste in den Weichbildern Hagen und Sack, 1541/1542 auch hier für die Pipenbrüder der Altstadt ein solches Pumpwerk zu errichten. Es hatten sich 24 angesehene Brauer zusammengeschlossen, die dieses Bauwerk finanzierten, darunter Angehörige der Familien von Broizem, Bardenwerper und Ziegenmeier. Die Gemeinschaft stellte ein Gesuch an der Rat der Stadt, um die Erlaubnis zu Bau einer Pipenleitung vom Gieseler Teich bis zur Braunschweiger Münze am Kohlmarkt zu verlegen (später Haus des Kaufmanns Max Jüdel). Es soll einen Vertrag vom Mittwoch nach Quasimodogeniti 1541 geben, in dem sich Tafelmaker verpflichtete eine Wasserkunst zu errichten, die nach 100 Jahren noch wie neu gemacht sein sollte. Die Bauherren (Brauer) hingegen sollten das Holz für die Büdden, den Bergfried und die erforderlichen Gebäude sowie das Mühlrad und die Gerenne anzufertigen und die Brunnen auszuheben. Der Gieseler befand sich 1867 im Besitz des Bierbrauers Wilhelm Faillard, der als letzter das Ladenbuch der Pipenbruderschaft bewahrte. Darin sind alle Beschlüsse, Nutzungsregeln, Rechnungen und Streitigkeiten der Gemeinschaft seit dem Jahr 1543 verzeichnet. Zu der Wasserkunst (Haus Ass-Nr. 535) gehörte auch das Haus des Kunstmeisters (Haus Ass-Nr. 561) direkt am Wilhelmitor. Am 1. Februar 1560 wurde vom Bürgermeister Hans Döring und den Kämmerern Dietrich von der Leine und Gerecke Pavel sowie 26 weiteren Interessenten ein Antrag an den Rat gestellt eine zweite Wasserkunst am Gieseler zu errichten. Dafür schlossen sie einen Vertrag mit Tafelmaker. Es soll von 1565 bis 1718 neben dem großen Kunsthaus ein kleines gegeben haben. 1683 wurde das Gebäude der Wasserkunst komplett erneuert und im März 1867 abgetragen.

## Festungswerke am Gieseler
Der Turm an der Stadtmauer, der sich zwischen dem Gieseler und dem Michaelistor befand, wurde 1548 an Hans Haberland verpachtet. Der Hauptturm, der nach Süden hin lag, wurde 1566 durch einen Damm verstärkt. Er wurde ab 1590 nach St. Autor, dem Schutzpatron der Stadt, St. Autors-Zwinger genannt. 1598 wurde an der Wallanlage gearbeitet und auf diesem wurde teilweise Hafer angebaut. Auf einer Darstellung aus dem Jahr 1606 wird der Gieseler als der Vogelperspektive gezeigt. Im Hintergrund die beiden Michaelistore, daran anschließend eine das Gelände umgebende Stadtmauer. In der Mitte auf dem Platz eine dicke Kanone (die „Faule Mette“), rechts dahinter wohl der Standort der ehemaligen Gebäude der Einlage und im Wasserlauf die Wasserkunst. In der Stadtmauer der 1460 errichtete Wehrturm (dort als Pulverturm vermerkt) und ganz rechts unten der ehemalige Fischteich. Der Turm wurde 1652 abgebaut und es wurden 1671 zwei weitere Kanonen aufgestellt.